# Hermannstraße 7 (Mönchengladbach)

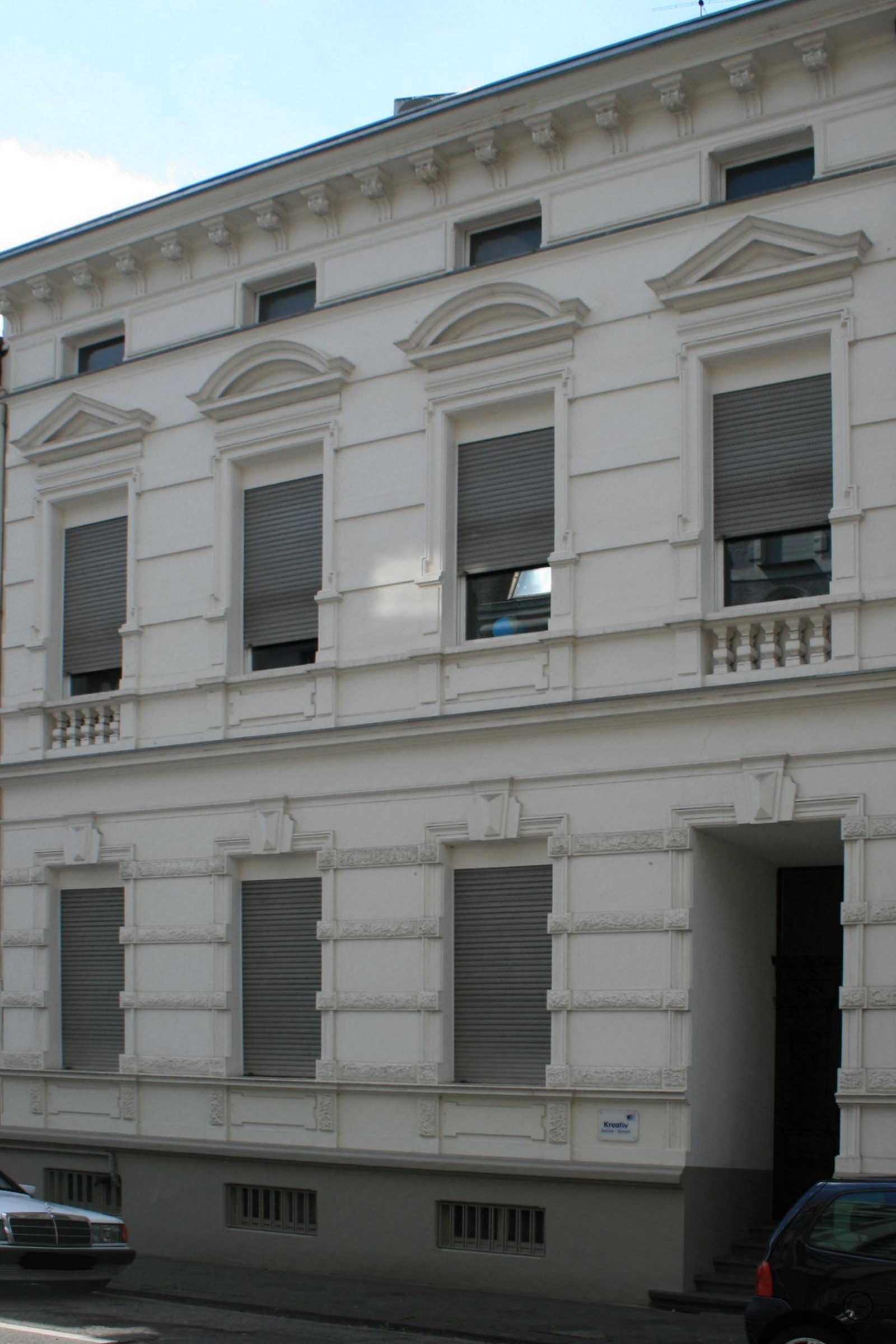
Wohnhaus (2010)

Das Wohnhaus Hermannstraße 7 steht in Mönchengladbach (Nordrhein-Westfalen) im Stadtteil Gladbach.
Das Gebäude wurde 1900/1905 erbaut. Es wurde unter Nr. H 057  am 7. August 1990 in die Denkmalliste der Stadt Mönchengladbach eingetragen.

## Architektur
Bei dem Wohnhaus handelt es sich um einen vierachsigen, zweigeschossigen Bau mit Kniestock unter einem Satteldach. Farblich abgesetzter Schmutzsockel mit Abschlussgesims und drei Kellerbelichtungen, darüber die Stuckfassade.